# Paliza (juego de cartas)
La paliza, también llamado reloj,cuernos, nervioso, burro, escalera o as, dos, tres en algunas regiones, es un juego de cartas. Se juega con la baraja española de 48 naipes y lo ideal son 3 jugadores.
Reglas del juego
Una vez se reparten todas las cartas, no se pueden ver, el juego consiste en ir colocando rápidamente las cartas hasta quedarse sin ninguna. 
La forma de colocar las cartas es la siguiente:
- Empieza el jugador de la derecha (lado del repartidor de las cartas) y así sucesivamente.

Se coge una carta sin verla, y se coloca rápido la carta en la mesa boca arriba. Hay que hacerlo de forma rápida y empezar la cuenta, el primero dirá uno, el siguiente dos y así hasta llegar al palo completo 1 (as), 2, 3, 4, 5, 6, 7, 8, 9, 10, sota, caballo y rey (al rey se le dice gallo en este juego). Si alguna de las cartas coincide al nombrarla y otro jugador se da cuenta, el mazo de cartas pasará al jugador que haya nombrado dicha carta. Además, si un jugador dice una carta que coincide y el siguiente jugador coloca la siguiente carta por despiste, se las lleva este último. Y también está la versión en la que cuando la carta que se nombra es la que coincide, todos los jugadores deben poner la mano sobre las cartas, y el último que lo haga se deberá llevar las cartas y ponerlas en la parte inferior de su mazo. Gana el que se quede antes sin cartas. 
- Datos: Q60852447